# Acantheremus major
Acantheremus major är en insektsart som beskrevs av Naskrecki 1997. Acantheremus major ingår i släktet Acantheremus och familjen vårtbitare. Inga underarter finns listade i Catalogue of Life.